# (33771) 1999 RJ142
1999 RJ142 (asteroide 33771) é um asteroide da cintura principal. Possui uma excentricidade de 0.07766010 e uma inclinação de 5.10810º.
Este asteroide foi descoberto no dia 9 de setembro de 1999 por LINEAR em Socorro.